# Michelozzo di Bartolommeo

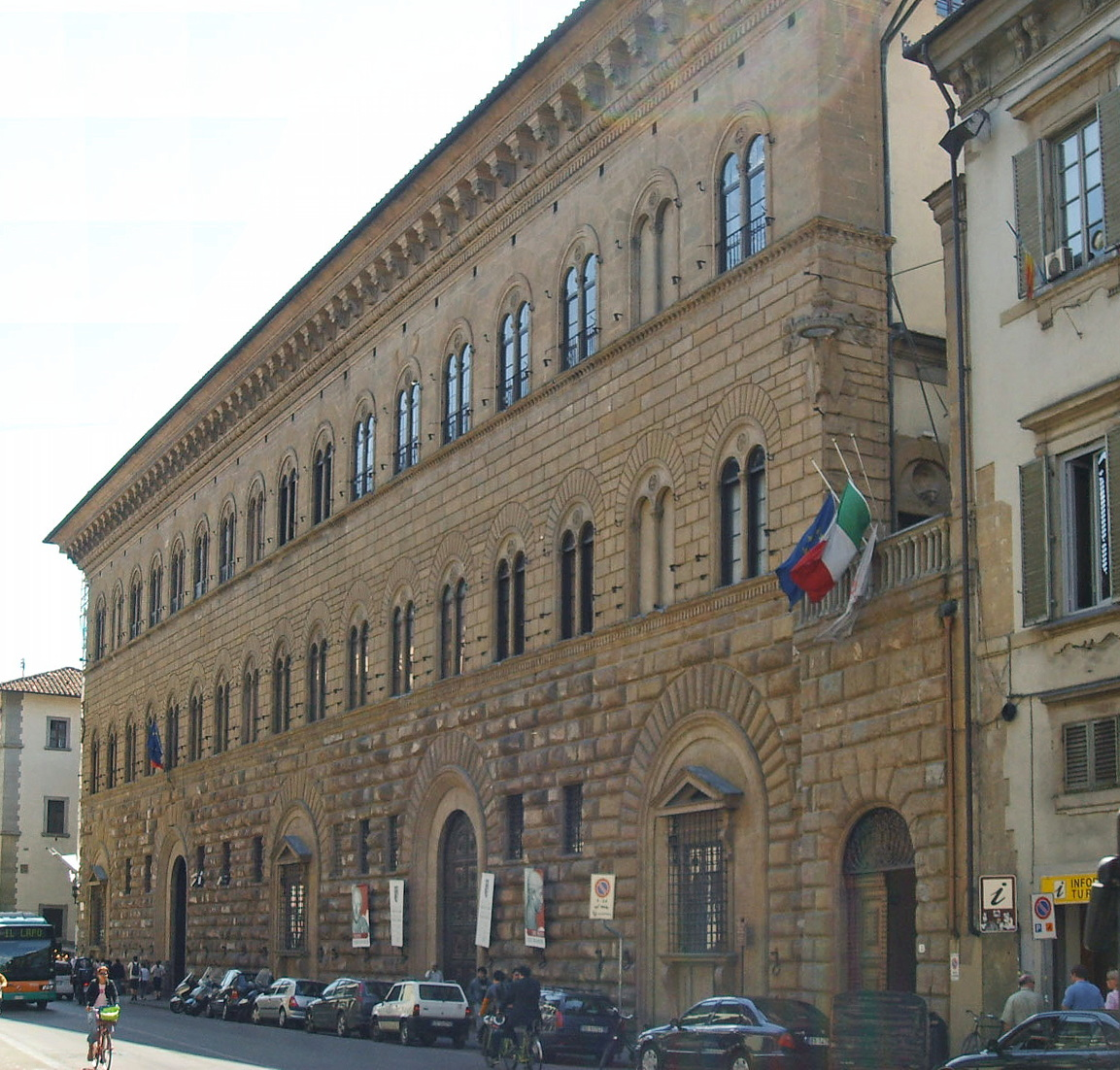
Palazzo Medici i Florens.

Michelozzo di Bartolommeo, född 1396, död 7 oktober 1472, var en italiensk arkitekt och skulptör, verksam i Florens och republiken Dubrovnik. Han arbetade tillsammans med bland andra Lorenzo Ghiberti och Donatello.
Vid sidan av Filippo Brunelleschi var han en banbrytare för den toskanska renässansen. Gynnad av huset Medici var han tidens mest produktive arkitekt i Florens, där han bland annat uppförde San Marcoklostret och det stilbildande Palazzo Medici Riccardi.